# Eusko Trenbideak - Ferrocarriles Vascos, S.A.

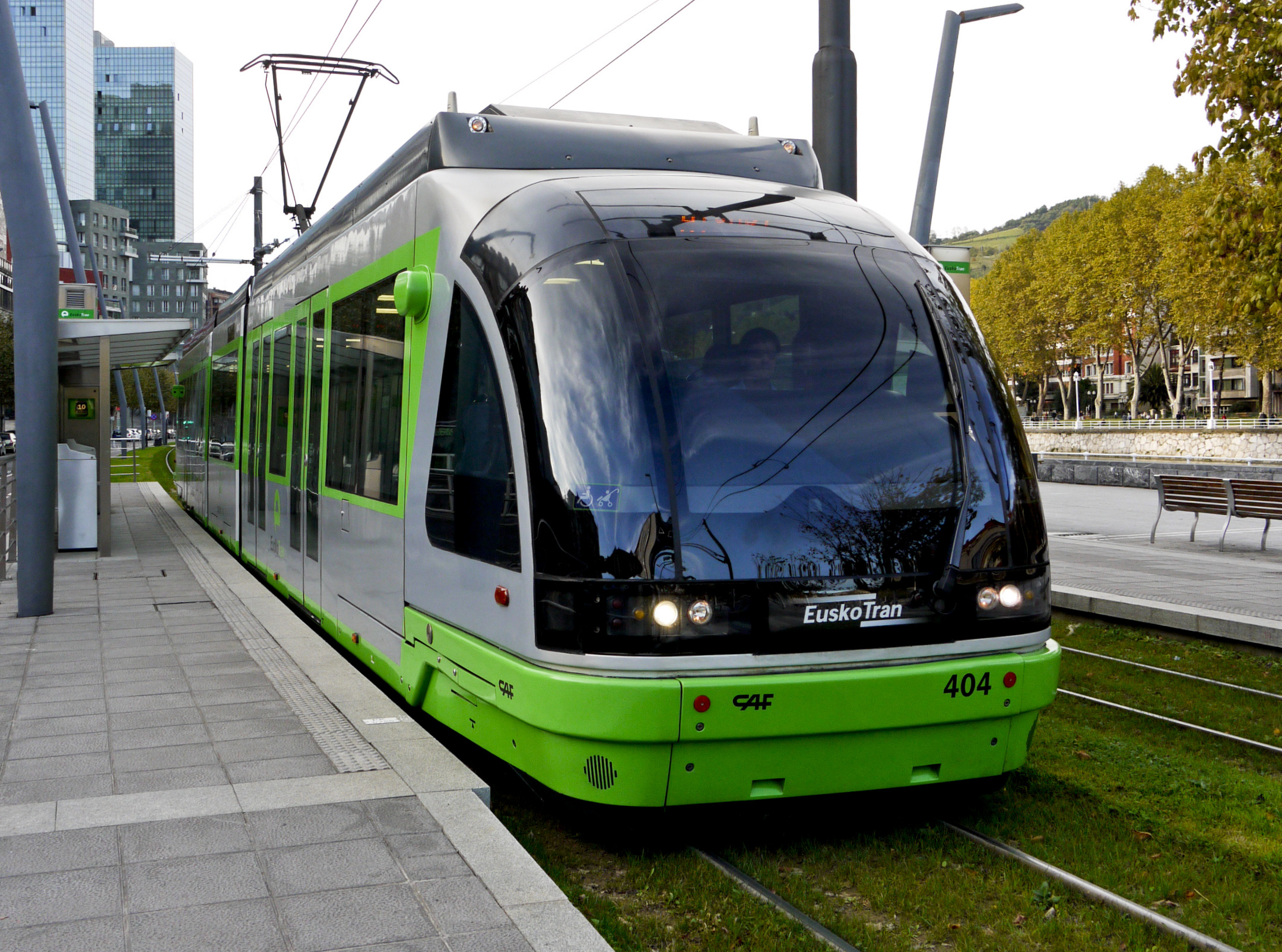
Composição do EuskoTran em Bilbau

A Eusko Trenbideak - Ferrocarriles Vascos, S.A. é uma empresa de capitais públicos do governo basco criada em 1982 para operar as linhas ferroviárias de bitola métrica dentro da comunidade autónoma do País Basco, Espanha, no âmbito do  Estatuto de Autonomia do País Basco.

## Serviços e marcas comerciais
Desde os anos 1990 a marca genérica da empresa foi EuskoTren, tendo sido mudada em 2011 sob o logotipo aglutinador euskotren. Os diferentes serviços da empresa são operados sob as marcas Euskotren Trena (comboios de passageiros, anteriormente EuskoTren), Euskotren Tranbia (elétricos, anteriormente EuskoTran), Euskotren Kargo (comboios de mercadorias, anteriormente EuskoKargo) e Euskotren Autobusa (autocarros). As novas marcas foram criadas em abril de 2012.
A Euskotren Tranbia opera os serviços de serviços de elétricos de Bilbau e Vitória. A mudança oficial da marca coincidiu com a inauguração a 25 de abril de 2012 de um novo trecho de linha em Bilbau.
As linhas de autocarros interurbanos operadas sob a marca Euskotren Autobusa encontram-se integrados nos serviços Bizkaibus da Deputação Foral da Biscaia (órgão executivo da administração provincial) e Lurraldebus da Deputação Foral de Guipúscoa.